# 亀井塔生
亀井 塔生（かめい とうい、1997年2月19日 - ）は、京都府舞鶴市出身の元プロ野球選手（捕手）。右投右打。プロでは育成選手であった。大伯父は元南海ホークスの中島博征。

## 経歴

### プロ入り前
高校時代は2年秋から正捕手に座ったが、甲子園出場実績はない。
2014年10月23日に行われたドラフト会議において、横浜DeNAベイスターズから育成1巡目指名を受ける。舞鶴市内の高校生がドラフトで指名されるのは、1981年のドラフトで広島東洋カープに5位で指名された上本孝一以来33年ぶりのことであった。11月21日に入団会見を行い、支度金300万円、年俸360万円で契約した。背番号は「102」。

### プロ入り後
2015年から3年間、支配下登録選手への移行および一軍での試合出場はなく、2017年10月31日に自由契約公示された。同年、育成選手として再契約。年俸は現状維持。
2018年10月31日、自由契約公示。

### 社会人野球時代
DeNA退団後はJPアセット証券に入社した。同期の社員に元中日の吉田嵩がいる。同社野球部は2019年8月19日に日本野球連盟に新規加盟。亀井も同部で正捕手としてプレーしている。
2020年をもって、吉田らとともにチームを退団し、現役を引退した。

### 現役引退後
2022年から横浜DeNAベイスターズのブルペン捕手を務める。

## 選手としての特徴
遠投122m、二塁到達タイム1.8秒の強肩が武器。ただし、肩を痛めてしまい、現役最後の1年は全力で投げても二塁に届かなくなっていたという。

## 詳細情報

### 年度別打撃成績
- 一軍公式戦出場なし

### 背番号
- 102 （2015年 - 2018年）
- 121 （2022年 - ）

### 登場曲
- 「約束」SPICY CHOCOLATE